# Diócesis de Paramaribo
La diócesis de Paramaribo (en latín: Dioecesis Paramariboënsis y en neerlandés: Bisdom Paramaribo) es una circunscripción eclesiástica de la Iglesia católica en Surinam. Se trata de una diócesis latina, sufragánea de la arquidiócesis de Puerto España. Desde el 11 de noviembre de 2015 su obispo es Karel Choennie.

## Territorio y organización
La diócesis tiene 163 829 km² y extiende su jurisdicción sobre los fieles católicos de rito latino residentes en Surinam.
La sede de la diócesis se encuentra en la ciudad de Paramaribo, en donde se halla la Catedral basílica de San Pedro y San Pablo. 
En 2023 en la diócesis existían 48 parroquias.

## Historia
La prefectura apostólica de la Guayana Neerlandesa fue erigida el 22 de noviembre de 1817 separando territorio de la misión sui iuris de Batavia (hoy arquidiócesis de Utrecht), al establecerse permanentemente los sacerdotes seculares holandeses Wennekers y Van der Horst.
El 12 de septiembre de 1842 la prefectura apostólica fue elevada a vicariato apostólico.
El 7 de mayo de 1958, mediante la bula Cum apostolicus vicariatus del papa Pío XII, el vicariato apostólico fue elevado a diócesis y tomó su nombre actual. Originalmente la diócesis estaba inmediatamente sujeta a la Santa Sede.
El 29 de julio de 1968 se convirtió en sufragánea de la arquidiócesis de Puerto España mediante la bula Si quis mente del papa Pablo VI.
El 25 de noviembre de 1975 Surinam se independizó de los Países Bajos.

## Estadísticas
Según el Anuario Pontificio 2024 la diócesis tenía a fines de 2023 un total de 163 600 fieles bautizados.
| Año                                                                             | Población            | Población | Población      | Sacerdotes | Sacerdotes    | Sacerdotes    | Bautizados por sacerdote | Diáconos permanentes | Religiosos | Religiosos | Parroquias |
| Año                                                                             | Bautizados católicos | Total     | % de católicos | Total      | Clero secular | Clero regular | Bautizados por sacerdote | Diáconos permanentes | Varones    | Mujeres    | Parroquias |
| ------------------------------------------------------------------------------- | -------------------- | --------- | -------------- | ---------- | ------------- | ------------- | ------------------------ | -------------------- | ---------- | ---------- | ---------- |
| 1950                                                                            | 29 000               | 180 000   | 16.1           | 42         |               | 42            | 690                      |                      | 91         | 181        | 5          |
| 1966                                                                            | 66 279               | 330 000   | 20.1           | 57         | 3             | 54            | 1162                     |                      | 98         | 201        | 21         |
| 1970                                                                            | 80 000               | 390 000   | 20.5           | 54         | 3             | 51            | 1481                     |                      | 90         | 165        | 9          |
| 1976                                                                            | 70 000               | 350 000   | 20.0           | 47         | 6             | 41            | 1489                     |                      | 72         | 112        | 8          |
| 1980                                                                            | 76 000               | 390 000   | 19.5           | 38         | 3             | 35            | 2000                     | 1                    | 64         | 104        | 22         |
| 1990                                                                            | 87 000               | 392 300   | 22.2           | 26         | 5             | 21            | 3346                     |                      | 39         | 56         | 29         |
| 1999                                                                            | 101 660              | 442 000   | 23.0           | 19         | 5             | 14            | 5350                     |                      | 23         | 22         | 29         |
| 2000                                                                            | 101 660              | 442 000   | 23.0           | 18         | 5             | 13            | 5647                     |                      | 20         | 20         | 28         |
| 2001                                                                            | 100 280              | 436 000   | 23.0           | 19         | 6             | 13            | 5277                     |                      | 20         | 18         | 31         |
| 2002                                                                            | 103 553              | 450 232   | 23.0           | 22         | 7             | 15            | 4706                     |                      | 21         | 16         | 31         |
| 2003                                                                            | 105 635              | 459 281   | 23.0           | 23         | 7             | 16            | 4592                     |                      | 20         | 13         | 31         |
| 2004                                                                            | 110 664              | 481 146   | 23.0           | 22         | 6             | 16            | 5030                     |                      | 20         | 11         | 31         |
| 2013                                                                            | 135 000              | 557 000   | 24.2           | 17         | 6             | 11            | 7941                     | 4                    | 15         | 12         | 34         |
| 2016                                                                            | 140 900              | 581 000   | 24.3           | 22         | 7             | 15            | 6404                     | 5                    | 17         | 8          | 48         |
| 2019                                                                            | 146 700              | 605 270   | 24.2           | 19         | 7             | 12            | 7721                     | 7                    | 14         | 9          | 48         |
| 2021                                                                            | 162 100              | 669 000   | 24.2           | 20         | 8             | 12            | 8105                     | 7                    | 14         | 9          | 48         |
| 2023                                                                            | 163 600              | 675 000   | 24.2           | 20         | 8             | 12            | 8180                     | 7                    | 14         | 9          | 48         |
| Fuente: Catholic-Hierarchy, que a su vez toma los datos del Anuario Pontificio. |                      |           |                |            |               |               |                          |                      |            |            |            |

## Episcopologio

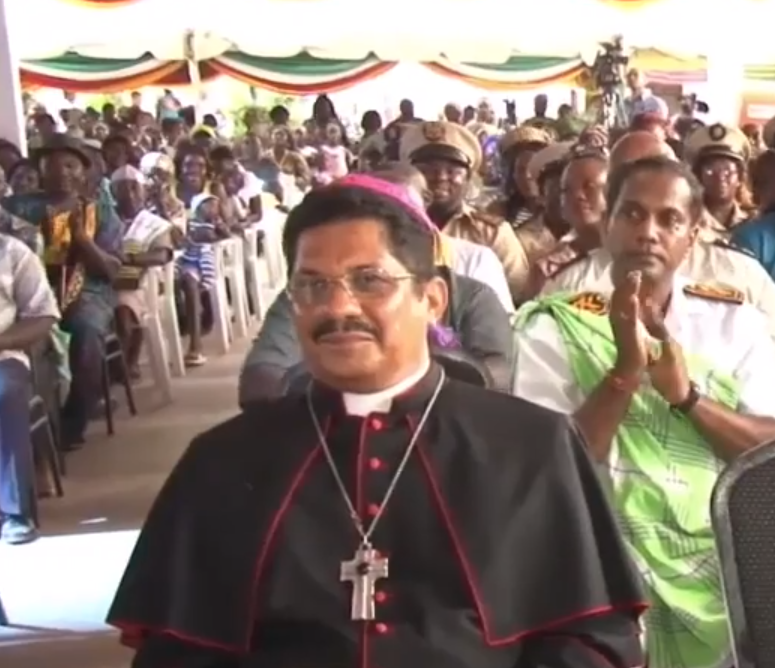
Karel Choennie, obispo de Paramaribo desde 2015

- Martinus van der Weijden † (febrero de 1826-14 de octubre de 1826 falleció)
- Jacobus Grooff † (13 de octubre de 1826-20 de septiembre de 1842 nombrado vicario apostólico de Batavia)
- Jacobus Gerardus Schepers, C.SS.R. † (20 de septiembre de 1843-27 de noviembre de 1863 falleció)
- Johannes Baptist Swinkels, C.SS.R. † (12 de septiembre de 1865-11 de septiembre de 1875 falleció)
- Johannes Henricus Schaap, C.SS.R. † (20 de junio de 1876-19 de marzo de 1889 falleció)
- Wilhelmus Antonius Ferdinand Wulfingh, C.SS.R. † (30 de julio de 1889-5 de abril de 1906 falleció)
- Jacobus Cornelis Meeuwissen, C.SS.R. † (3 de marzo de 1907-18 de diciembre de 1911 renunció)
- Theodorus Antonius Leonardus Maria van Roosmalen, C.SS.R. † (23 de agosto de 1911-23 de junio de 1943 renunció)
  - Sede vacante (1943-1946)
- Stephanus Joseph Maria Magdalena Kuijpers, C.SS.R. † (8 de febrero de 1946-30 de agosto de 1971 retirado)
- Aloysius Ferdinandus Zichem, C.SS.R. † (30 de agosto de 1971-9 de agosto de 2003 renunció)
- Wilhelmus Adrianus Josephus Maria de Bekker (12 de noviembre de 2004-31 de mayo de 2014 retirado)[nota 1]
- Karel Choennie, desde el 11 de noviembre de 2015